# Montego Bay
Montego Bay és una ciutat situada a la costa nord-oest de Jamaica. És la quarta ciutat més poblada del país, amb aproximadament 120.000 habitants. Als seus voltants hi ha l'aeroport Sir Donald Sangster International, el més gran de l'illa.
És coneguda per la celebració de l'anomenada Convenció de Montego Bay, que regula el dret del mar.
18° 28′ 0″ N, 77° 55′ 0″ O / 18.46667°N,77.91667°O